# Martinita
La martinita és un mineral de la classe dels fil·losilicats que pertany al grup de la fedorita. Va ser descoberta l'any 2001 en les mines de Mont-Saint-Hilaire a la regió de Montérégie, província de Quebec (Canadà), sent nomenada així en honor de Robert F. Martin, geòleg canadenc.
Un sinònim és la seva clau: IMA2001-059.

## Característiques químiques
La seva fórmula química és (Na,◻,Ca)₁₂Ca₄(Si,S,B)₁₄B₂O₃₈(OH,Cl)₂F₂·4H₂O.
És un alum-bor-silicat de calci i sodi formant complex amb anions hidroxils, clorurs i fluor, a més d'estar hidratat. Estructuralment és un fil·losilicat amb els tetraedres de sílice formant anells de sis membres connectats entre si mitjançant octàedres o bandes d'octàedres.

## Formació i jaciments
Es forma mitjançant la interacció de fluids altament fraccionats amb xenòlits en roques sienites contenint mineral de sodalita.